# Chen Hoc
Chen Hoc är en ort i Mexiko.   Den ligger i kommunen Chenalhó och delstaten Chiapas, i den sydöstra delen av landet, 700 km öster om huvudstaden Mexico City. Chen Hoc ligger 1 318 meter över havet och antalet invånare är 176.
Terrängen runt Chen Hoc är kuperad åt sydost, men åt nordväst är den bergig. Runt Chen Hoc är det ganska tätbefolkat, med 134 invånare per kvadratkilometer. Närmaste större samhälle är Cancuc, 20,0 km öster om Chen Hoc. I omgivningarna runt Chen Hoc växer i huvudsak städsegrön lövskog.